# Чандаули (округ)
Чандаули (хинди चन्दौली जिला, англ. Chandauli) — округ в индийском штате Уттар-Прадеш. Административный центр — город Чандаули. Площадь округа — 2554 км².
По данным переписи 2011 года население округа составляет 1 952 713 человек. Плотность населения — 768 чел./км². Прирост населения за период с 2001 по 2011 годы составил 18,83 %. На 1000 мужчин приходится 913 женщин. Уровень грамотности населения — 73,86 %.. 89,4 % населения исповедуют индуизм; 10,0 % — ислам и 0,6 % — другие религии.
По данным прошлой переписи 2001 года население округа насчитывало 1 643 251 человек. Уровень грамотности взрослого населения составлял 59,72 %, что соответствовало среднеиндийскому уровню (59,5 %).